# Пенцберг
Пенцберг (нем. Penzberg) — город в Германии, в земле Бавария. 
Подчинён административному округу Верхняя Бавария. Входит в состав района Вайльхайм-Шонгау.  Население составляет 16 262 человека (на 31 декабря 2010 года). Занимает площадь 25,73 км². Официальный код  —  09 1 90 141.

## Спорт
В городе базируется ФК «Пенцберг», выступающий в любительской лиге. С 2013 года дорога к стадиону «Пенцбергер» называется Карл-Вальд-Штрассе.
Житель этого города Карл Вальд (1916, Франкфурт-на-Майне–2011, Пенцберг) – человек, который изменил футбол. Он разработал концепцию послематчевых пенальти (1970), согласно которой по пять игроков из каждой команды пробивают пенальти.